# 吉野五月
吉野五月（日语：ヨシノサツキ，1985年5月25日—），日本漫畫家。出身和居住於長崎縣五島市。

## 來歷
2005年，20歳的吉野參加史克威爾艾尼克斯的旗下雜誌《月刊少年GANGAN》每個月例行舉辦的漫畫賞新GI GANGAN盃在5月號、8月號獲得獎勵賞，同年在史克威爾艾尼克斯的另一本旗下雜誌《GANGAN POWERED》秋季號發表短篇《500》，從此正式出道。
2006年，《GANGAN POWERED》隔月刊化之際，開始連載《聖劍傳說 PRINCESSofMANA》，並在連載期間發表過多部短篇。其中，在《GANGAN POWERED》2008年4月號發表和以出身地五島列島為故事舞台的短篇《元氣囝仔》因獲得廣大讀者的熱烈迴響，於同雜誌10月號發表續篇之後，決定在網路漫畫發佈網站《GANGAN ONLINE》連載。2009年，未完結的作品《聖劍傳說 PRINCESSofMANA》面臨《GANGAN POWERED》4月號宣佈休刊之下，與《元氣囝仔》在《GANGAN ONLINE》同步連載（《聖劍傳說 PRINCESSofMANA》後來在2010年5月27日連載終了）。
2013年9月宣佈《元氣囝仔》決定製作電視動畫，2014年7月至9月在日本電視網首播。

## 作品列表
全由史克威爾艾尼克斯發行。

### 單行本
- 聖劍傳說 PRINCESSofMANA（《GANGAN POWERED（日语：ガンガンパワード）》→《GANGAN ONLINE》，全5冊）
- ！（全1冊）2010年10月22日發行 ISBN 978-4-7575-3028-7
  - 寶月謹製10+《10+》（發表在《月刊GFantasy》2008年10月號）
  - 500（發表在《GANGAN POWERED》2005年秋季號）
  - 野良貓弦造（發表在《GANGAN POWERED》2006年冬季號）
  - 菅原男子英雄部（發表在《GANGAN POWERED》2005年春季號）
  - 道子之戀
  - 辣椒粉·青椒·辣椒（發表在《月刊少年GANGAN》2008年11月號）
  - 櫻並木的武將
  - Clergy☆Punk
  - 卒業（新收錄短篇）
- 元氣囝仔（《GANGAN POWERED》→《GANGAN ONLINE》，全18冊、長鴻出版代理）
- 半田君（《月刊少年GANGAN》，全7冊、長鴻出版代理）
- 我從葦稈看到的天空（《月刊少年GANGAN》，全3冊、長鴻出版代理）
- 18 eighteen（『月刊少年ガンガン』2020年9月號[2] - 2022年2月号[3]、全3冊、全19話、東立出版代理）

### 單行本未收錄
- 戰國居酒屋（《GANGAN戰-IXA-（日语：ガンガン戦-IXA-）》2010年冬季作家陣容）

### 其它
- 《妖狐×僕SS 官方同人選集 妖狐×僕SS（短篇故事集）》（2012年）[4]
- 《男子高中生的日常 同人選集》插圖（2012年）[5]
- 我不受歡迎，怎麼想都是你們的錯！相關
  - 同人選集《我不受歡迎，怎麼想都是你們的錯！》插圖（2013年）[6]
  - 電視動畫《我不受歡迎，怎麼想都是你們的錯！》第2話片尾插圖（2013年）
- 《月刊少女野崎同學 同人選集》插圖[7]（2014年）
- 《小松先生 官方漫畫同人選集 ～》插圖（2016年）[8]